# Panambangan
Panambangan is een bestuurslaag in het regentschap Cirebon van de provincie West-Java, Indonesië. Panambangan telt 3725 inwoners (volkstelling 2010).